# Grandes éxitos en familia
Grandes éxitos en familia es el cuarto álbum como solista del músico argentino Andy Chango. Fue editado en Madrid en 2002. Es una compilación de temas previamente editados, principalmente en los discos Andy Chango, Las fantásticas aventuras del Capitán Angustia y Salam Alecum!, pero también incluye temas de las bandas de sonido originales que compuso para diversas películas.

## Lista de álbum
1. «A mi madre le gustan las mujeres»
2. «Neuronas»
3. «Queda muy poco de mí»
4. «El stress del año 2000»
5. «Murió mirando la luna»
6. «Bailando con Mr. Hyde»
7. «La carta»
8. «Beautiful Love»
9. «Demencia temporal»
10. «El viejo lexatin»
11. «Fiesta terrenal»
12. «Abrazado con el dealer»
13. «Madrid»
14. «Sindor (mir) por (ti)»
15. «Voy a la playa»
16. «En familia»